# Horst Strohbusch
Horst Strohbusch (* 17. Dezember 1927 in Meiningen; † 7. Juli 2025) war ein deutscher Augenarzt und Kommunalpolitiker (Freie Wähler). Er war ein Initiator der Wendebewegung in Meiningen und der erste demokratisch gewählte Bürgermeister der Stadt Meiningen nach der politischen Wende 1989/90. 

## Leben
Horst Strohbusch wurde 1927 in Meiningen geboren und besuchte das Gymnasium Bernhardinum. Ohne Schulabschluss musste er mit 16 Jahren als Flakhelfer zur Wehrmacht und geriet in Gefangenschaft. 1945 kehrte er heim und holte das Abitur nach. Anschließend studierte er an der Universität Jena Medizin. Von 1958 bis 1990 war Horst Strohbusch Chefarzt der Augenabteilung an der Poliklinik Meiningen und einer von lediglich zwei operierenden Augenärzten im Bezirk Suhl. Dies ersparte ihm die SED-Mitgliedschaft, aber nicht die Beobachtung durch die Staatssicherheit. Er wurde als „politisch unzuverlässig“ eingestuft.
Während der Wendezeit 1989/90 trat Strohbusch mit Redebeiträgen bei den wöchentlichen Friedensgebeten in der Stadtkirche Meiningen auf, in denen er Missstände in der DDR aufzeigte und Veränderungen forderte. Die Meininger Wendebewegung wurde hauptsächlich durch die evangelische Kirche organisiert und durchgeführt. Strohbusch trat Ende 1989 der Partei Demokratischer Aufbruch (DA) bei. Im Beisein von Oberbürgermeister Peter Biebl der Partnerstadt Neu-Ulm wurde Horst Strohbusch im Mai 1990 zum Bürgermeister der Stadt Meiningen gewählt. Dieses Amt hatte er bis 1992 inne und saß anschließend für die Freien Wähler im Meininger Kreistag. In dieser Zeit des schwierigen Umbruchs in den neuen Bundesländern konnte er als Bürgermeister mit dem „Gewerbegebiet Dreißigacker“, der finanziellen Sicherung des Meininger Theaters und dem Neubau des Klinikums Meiningen wichtige Zukunftsprojekte der Stadt auf dem Weg bringen. 1999 veröffentlichte er das Buch „Das Licht kam aus der Kirche“, in dem er ausführlich die Ereignisse der Wendezeit in Meiningen dokumentiert (Neuauflage 2009). Horst Strohbusch war verheiratet und Vater einer Tochter und eines Sohnes.

## Publikation
- Horst Strohbusch: Das Licht kam aus der Kirche. Die Wende in Meiningen 1989–1990. Verlag Börner PR Meiningen, 1999/2009, ISBN 3-930675-19-6.